# Medardo González
Medardo González Trejo (San Miguel, El Salvador; 16 de abril de 1952) es un político salvadoreño. Fue el Secretario General del Frente Farabundo Martí para la Liberación Nacional (FMLN) desde el 24 de enero de 2006 hasta el 7 de julio de 2018.

## Biografía
Nació en San Miguel, el 16 de abril de 1952. En 1972, ingresó en las Fuerzas Populares de Liberación Farabundo Martí (FPL), una de las cinco organizaciones armadas que en 1980 conformaron el FMLN. Adoptó el seudónimo de Comandante Milton Méndez. Durante la guerra civil de El Salvador, fue miembro de la Comisión Política de las FPL, y comandó unidades guerrilleras en los departamentos de San Vicente y Cabañas.
Luego de la firma de los Acuerdos de Paz, en 1992, el FMLN, se transformó en un partido político. Desde 1993 hasta 2004, González fue miembro del consejo nacional del FMLN. En 2000 fue elegido diputado de la Asamblea Legislativa para un período de tres años. En noviembre de 2004 se presentó como candidato a coordinador general en las elecciones internas del FMLN, con el respaldo del dirigente histórico Schafik Hándal, siendo elegido con el 62% de los votos, venciendo así al candidato Óscar Ortiz, identificado con los sectores reformistas del partido.